# Gliese 1132 b
Coordenadas:  10h 14m 51.100s, −47° 09′ 12.00″

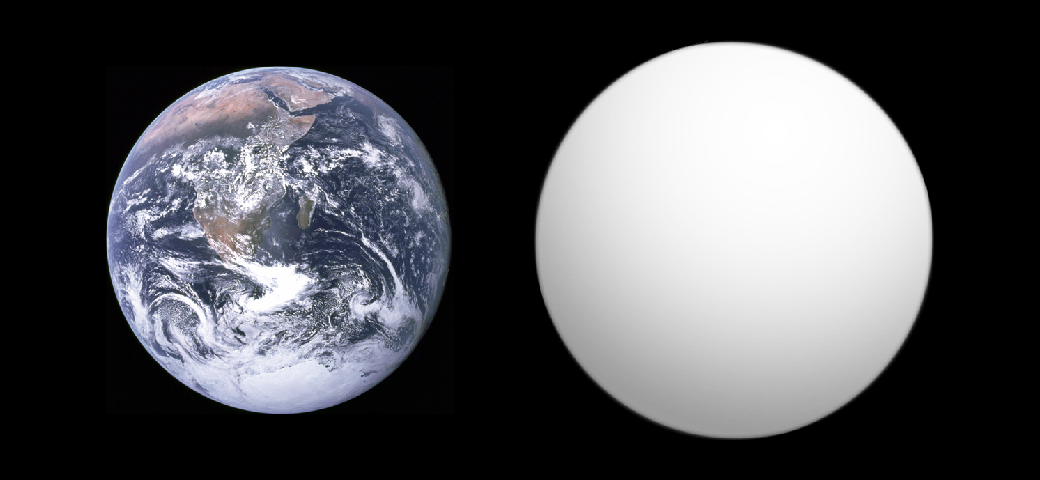
Comparação do tamanho de Gliese 1132 b com a Terra.

Gliese 1132 b (ou GJ 1132 b) é um exoplaneta que está em orbita de Gliese 1132, uma estrela anã vermelha localizada na constelação de Vela a cerca de 39 anos-luz (12 parsecs) de distância a partir da Terra. O planeta é considerado inabitável devido a sua temperatura ser muito elevada, mas é estimado para ser frio o suficiente para manter uma atmosfera. Gliese 1132 b foi descoberto pelo Projeto MEarth no Chile.

## Características
Gliese 1132 b tem sido chamado de "um dos planetas mais importantes já descobertos fora do Sistema Solar": O planeta é um dos exoplanetas rochosos conhecidos mais perto da Terra, o que permitirá que os cientistas obtenham informações sobre a composição e a dinâmica de sua atmosfera com uma resolução impensável até agora. Os telescópios deve ser capaz de determinar a composição de sua atmosfera, a velocidade de seus ventos e da cor de seus pores de sol. Isto é em parte devido ao pequeno diâmetro de sua estrela-mãe (21% ao do Sol), o que aumenta o efeito sobre a luz da estrela de seus trânsitos. O diâmetro do planeta é 20% maior que o da Terra e sua massa é estimada em 1,6 vezes a da Terra, o que implica que ele tem uma composição rochosa parecida com a Terra, entretanto, existe a possibilidade de que o planeta é um "mundo de água" com uma atmosfera de vapor quente.  Gliese 1132 b orbita a sua estrela a cada 1,6 dias a uma distância de 1,4 milhões de milhas.
O planeta tem um raio 16% maior do que o da Terra e a sua densidade é de 6 gramas por centímetro cúbico, a mesma do nosso planeta, por isso os cientistas acreditam que Gliese 1132 b seja composto por rochas e ferro.
O planeta recebe 19 vezes mais radiação estelar do que a Terra. A temperatura da parte superior de sua atmosfera é estimada em 500 °F. O planeta é estimado para ser mais quente do que Vênus, temperaturas mais elevadas podem prevalecer perto de sua superfície. É possível que um dos lados do planeta esteja mais frio, porque se presume que sua rotação esteja bloqueada devido à sua proximidade com sua estrela; No entanto, na maioria das circunstâncias onde a atmosfera pode ter uma certa espessura, seria capaz de transferir calor para o lado oposto.

### Atmosfera
No dia 31 de março de 2017, cientistas concluíram que o Gliese 1132 b possui uma atmosfera formada por metano e/ou vapor d'água, podendo sugerir que o ambiente de prevalência seja o aquático. Esta conclusão surgiu a partir da observação feita por um telescópio localizado no Observatório Europeu do Sul, em que foi observada uma diferença de incidência de luz para o planeta ao passar na frente de sua estrela.
Esta descoberta fez com que os pesquisadores se animassem com a ideia de existir vida extraterrestre neste planeta, embora alguns fatores possam invalidar esta suposição, como a temperatura de sua superfície, que pode chegar a 270º C.